# Крістоф-Бернгард фон Гален
Крістоф-Бернгард фон Гален (нім. Christoph Bernhard von Galen; 12 жовтня 1606, Дренштайнфурт — 19 вересня 1678, Агаус) — 34-й князь-єпископ Мюнстера в 1650—1678 роках. Мав прізвисько Гарматний Берндт.

## Життєпис
Походив з німецького шляхетського роду фон Гален з Вестфалії. Син Дітриха фон Галена, ербмаршала Курляндії. Народився 1606 року в замку Біспінг поблизу міста Рінкероде. 1607 року його батька за вбивство запроторено до в'язниці. Мати Крістофа супроводжувала чоловіка. 1616 року Крістоф-Бернгард опинився під опікою стрийка Генріха фон Галена, каноніка Мюнстерського собору. Виховувався в католицькій вірі. Закінчив єзуїтську гімназію Паулінум.
У 1619 році став служити при Мюнстерському капітулі. Згодом продовжив навчання спочатку в Кельні, а з 1626 року — Майнці. Потім вивчав право в Лувенському і Бордоському університетах. 1627 року повертається до Мюнстера.
1630 року призначається скарбником Мюнстерського собору, а 1634 року стає духовним радником місцевого капітулу. Наприкінці Тридцятирічної війни брав участь в дипломатичних перемовинах, оскільки на цей час Мюнстер перетворюється в один з центрів дипломатії, де вирішувалися умови припинення війни.
1642 року призначається головою собору. 1643 року стає членом ґегаймрату. 1648 року під час укладання Вестфальського миру входив до делегації Франца Вільгельма фон Вартенберга, єпископа Оснабрюка, що представляв інтереси Папського престолу.
1650 року обирається князем-єпископом Мюнстеру. 1651 року відбулося його офіційне висвячення. Головними завданнями поставив впровадження рішень Тридентського собору та відновлення господарства єпископства, яке зазнало руйнувань під час війни, багато зробив для розбудови мережі парафіяльних шкіл. Також звернув увагу на відновлення в своїх володіннях занепалої церковної дисципліни (ліквідував конкубінат серед духівництва), подолання голоду, сприяння торгівлі та промисловості. 1653 року фундував порцелянову мануфактуру в Агаусі. Але вона збакрутувала 1657 року. Заснував також паперову мануфактуру в Штадтлоні, проте також без успіху.
Водночас намагався позбавити князівство від іноземних військ (голландців, гессенців і шведів), які ще займали деякі його частини (це вдалося досягти дипломатією та сплатою грошей до 1654 року). Впровадив практику проведення місцевих синодів кожні 6 місяців. Підтримав практику проведення прощ до міста Тельгте (перше було здійснено 1651 року).
Окрему увагу приділяв посиленню свого війська, яке у 1654 року досягло 3 тис. вояків. Разом з тим на кордоні, насамперед із Республікою Сполучених провінцій, звів низку укріплень.
Поступово найбільшою проблемою постає Голландія. У 1657 році проти єпископа постало місто Мюнстер, яке вважало себе вільним імперрським містом, що не підпорядковувалося князю-єпископу (підвалиною для цього було проведення перемовин з укладання Вестфальського миру). Мюнстеру допомогу надали голландці. Великий пенсіонарій Ян де Вітт навіть планував відправити голландську залогу до Мюнстера. Втім коливання генеральних штатів та втручання імператора Леопольда I призвело до того, що в травні 1661 року фон Гален зумів підкорити Мюнстер. У відповідь єпископ створив місії для голландських католиків.
1661 року обирається князем-абатом Корвейського монастиря, відновленню якого він усіляко сприяв. 1663 року поновився конфлікт з князівством Східна Фрізландія, де новий правитель Ганс Крістіан, був союзником Голландії. Останній за Берумською угодою 1600 року, укладеною його дідом Енно III, повинен був сплачувати компенсацю Мюнстерському князю-єпископу за область Гарлінґерланд. Східнофрізландський князь постійно затягував сплату. Зрештою вирішив взяти кредит в голландців в обмін на передачу в користування укріплень (шанців) Діле. Проти цього виступив фон Гален, війська якого вдерлися до Східної Фрізландії й в груднні 1663 року захопив Діле та місто Хампоель. 1664 року після знищення укріплень його війська повернулися до Мюнстера. Того ж року відправив загін до складу імперського війська, що вело війну в Угорщині з Османською імперією.
1665 року укладає союз з Карлом II, королем Англії, спрямованим проти Голландії. Невдовзі між ними почалася Друга англо-голландська війна. Англійці погодилися надати субсидії для ведення мюнстерським єпископом війни проти голландців: 500 тис. талерів одноразово, 200 тис. — в червні-місяці і по 150 тис. — в липні і серпні. Приводом до вступу у війну стала смерть сеньйора області Боркело, яке було мюнстерським леном, але водночас анклавом в провінції Оверейсел (частини Республіки Сполучених провінцій). Тому Генеральні Штати республіки підтримали претендента на сеньйорію Боркело з роду Дімбург-Штірумських, а фон Гален оголосив про поверненн лена Боркело до складу князівства-єпископства. Останнього підтримав також імператор, віправивши військо на чолі із ландграфом Георгом-Крістіаном Гессен-Гомбурзьким. Було захоплено області Твенте, Ахтергук, Вестерволде. Втім під тиском Франції та Бранденбургу було укладено Клевський мирний договір, за яким фон Гален відмовився від Боркело.
1668 року сприяв переходу до католицизму графа Ернста Вільгельма фон Бентгайм-Штайнфурт, який визнав зверхність Мюнстерського князівства-єпископства.
1672 року доєднався до французької армії під час Голландської війни. Мюнстерцям вдалося захопити міста Зволле, Кампен, Куворден, але Гронінген не вдалося зайняти, через відкриття супротивником гребель. 1673 року отримав звістку про наступ імперських військ на чолі із Раймундом Монтекукколі, втім тому було заборонено воювати проти Мюнстера. Тому фон Гален зумів зосередитися на війні проти Голландії, двічі спробувавши захопити Гронінген, проте марно. Невдовзі уклав перемир'я з Республікою Сполучених провінцій. 1675 року перейшов на бік імператора.
У 1675 році рушив на допомогу Данії, союзника імперії, яка воювала проти Швеції, союзника Франції. Мюнстерські війська до 1676 року захопили герцогства-єпископства Бремен і Ферден. У 1677—1678 роках війська фон Галена воювали проти шведів в Сконе та на Рюгені, проти французів — на Рейні. Помер 1678 року.